# 333: ببليوغرافيا روايات الخيال العلمي (كتاب)
هو مرجع لكتب الخيال العلمي والفنتازيا الإنجليزية التي تم جمعها وتحريرها من قبل جوزيف إتش كروفورد جونيور وجيمس جيه دوناهو ودونالد إم جرانت. تم نشر هذا الكتاب للمرة الأولى من قبل شركة جراندون حيث نشر منه 450 نسخة ذو غلاف ورقي و50 نسخة على شكل مجلد. حيث أعطى هذا الكتاب وصفًا لحبكة عدد كبير من الروايات بلغ عددها 333 نُشرت قبل عام ال1951.